# Nupedia

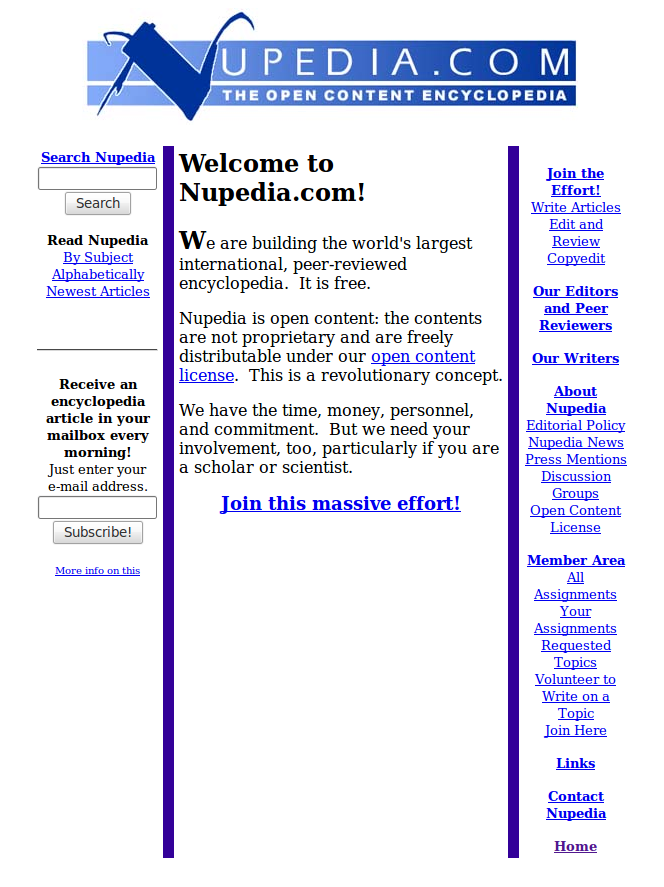
Pagina de start

Nupedia a fost o enciclopedie online în limba engleză cu articole eliberate sub licență liberă, scrise de experți și licențiați. Nupedia a fost fondată de Jimmy Wales, iar Larry Sanger redactor-șef. Nupedia a existat din martie 2000 până în septembrie 2003. Este cel mai cunoscută pentru că este predecesoara enciclopediei libere wiki, Wikipedia.